# Montañas Grises

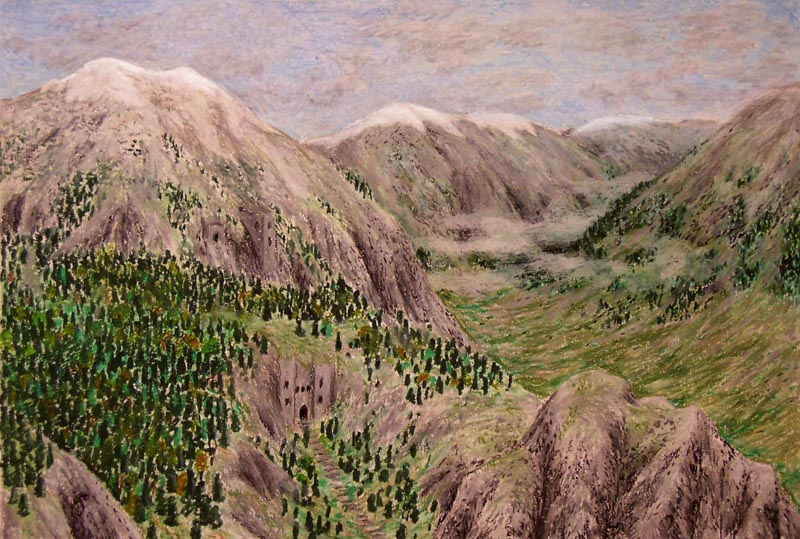
Representación de las Montañas Grises.

Montañas Grises es el nombre que recibe una cadena montañosa ficticia dentro del legendarium creado por el escritor J. R. R. Tolkien. Está situada al norte del gran Bosque Negro y que marca la frontera septentrional de Rhovanion. También llamada Ered Mithrim en sindarin: compuesto por Ered, pl de orod, “Montañas”, raíz OROT (por metafonía, cambia _o_ por _e_), y Mithrim, pl de mithrem, “Grises”, raíz MITH.
De sus laderas meridionales nace el Río Gris, una de las fuentes del Anduin, y el Río del Bosque, otra importante vía fluvial del norte de Rhovanion. Las montañas son ricas en minerales, especialmente oro. Muchos de los pueblos de la Tierra Media las contemplaron en su paso al oeste, puesto que entre estas y el Gran Bosque Verde había un ancho paso que permitió, primero a Elfos y luego a Hombres, cruzar hacia Beleriand; ya fuera a través de las Montañas Nubladas en el norte o descendiendo por el Anduin hasta los pasos más meridionales. 
Sus laderas septentrionales marcan la frontera con las yermas tierras del Brezal Marchito, hogar de los Dragones que en la Tercera Edad asolaron el norte de Rhovanion.
Las Montañas Grises fueron, desde tiempos inmemoriales, tradicional hogar de los Enanos. Los Barbiluengos de Khazad-dûm las consideraban como parte de su reino desde la Primera Edad del Sol y siempre hubo comunidades de Enanos explotando sus minerales. Aunque la gran colonización se dio a mediados de la Tercera Edad, luego de la caída de Moria, cuando los enanos, expulsados por el Balrog, se dirigieron en su gran mayoría al norte y las ocuparon. En el 2210 TE Thorin I, hijo de Thráin I, abandona Erebor y se dirige con su pueblo a engrosar las comunidades enanas de las Montañas Grises, y a partir de ese momento y por algunos años, los Enanos prosperaron de nuevo. Pero los Dragones se enteraron de esta prosperidad y, porque siempre fueron amantes de metales y piedras preciosas, “(…) cobraron fuerza, y se multiplicaron e hicieron la guerra a los Enanos y estropearon sus obras. Finalmente, Dáin I, junto con su hijo segundo, fue muerto a las puertas de sus estancias por un gran dragón frío…”